# CureVac
CureVac — биофармацевтическая компания со штаб-квартирой в Тюбингене, Германия, которая разрабатывает методы лечения на основе матричной РНК (мРНК). Компания сосредоточена на разработке вакцин против инфекционных заболеваний и лекарств от рака и редких заболеваний. Основанная в 2000 году, CureVac насчитывала около 240 сотрудников в ноябре 2015 года и 375 в мае 2018 года.
CureVac заключил различные соглашения с организациями, включая соглашения с Boehringer Ingelheim, Sanofi Pasteur, Johnson & Johnson, Genmab, Билла и Мелинды Гейтс, Eli Lilly and Company, Коалицией за инновации в области обеспечения готовности к эпидемиям и Международной инициативой по вакцине против СПИДа.

## История
В октябре 2013 года Curevac начала сотрудничество с Janssen Pharmaceuticals Inc., компанией Johnson & Johnson, для разработки новых вакцин против гриппа. Также в 2013 году CureVac анонсировала четвёртое в серии партнерских отношений с Институтом исследования рака, для проведения клинических испытаний новых иммунотерапевтических методов лечения рака.
В марте 2014 года CureVac выиграл приз в 2 миллиона евро, присужденный Европейской комиссией за стимулирование новых технологий производства вакцин, которые могут помочь развивающемуся миру, поскольку исследования компании могут привести к созданию нового поколения вакцин, которые не нуждаются в охлаждении.
В марте 2015 года инвестор CureVac, Фонд Билла и Мелинды Гейтс, согласился предоставить отдельное финансирование нескольким проектам по разработке профилактических вакцин на основе запатентованной платформы мРНК CureVac. К сентябрю 2015 года CureVac вступил в сотрудничество с Международной инициативой по вакцинам против СПИДа (IAVI), чтобы ускорить разработку вакцин против СПИДа с использованием иммуногенов, разработанных IAVI и партнерами, доставленными с помощью технологии мРНК CureVac. В том же месяце CureVac объявила, что откроет филиал в Соединенных Штатах в Бостоне, штат Массачусетс.
В соответствии с соглашением с Lilly, компания начала строительство производственного объекта в 2016 году. К 2017 году CureVac получила около 359 миллионов долларов США в виде инвестиций в акционерный капитал и была оценена в 1,65 миллиарда долларов США.
11 марта 2020 года стало известно, что генеральный директор CureVac AG Даниэль Меникелла больше не является генеральным директором компании, его сменил основатель компании Ингмар Херр. Сообщалось, что Меникелла встретился с президентом США Дональдом Трампом 2 марта. Согласно немецкой газете Welt am Sonntag, Трамп попытался убедить CureVac переехать в Соединенные Штаты. Reuters, CNBC и South China Morning Post сообщили, что министерство здравоохранения Германии подтвердило заявления Welt am Sonntag. В заявлении от 15 марта было объявлено, что возможная вакцина от SARS-CoV-2 должна быть доступна не одной нации, а всему миру.